# Сумасшедший Иван

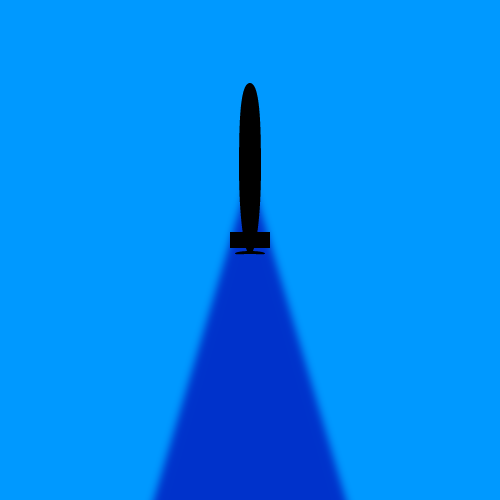
«Мёртвая зона» позади подлодки.

Сумасшедший Иван (англ. Crazy Ivan) — американское название тактического манёвра советских подводных лодок, характеризующегося частыми и резкими изменениями курса вплоть до разворота, с целью «осмотреть» гидролокаторами «мёртвую зону» позади подлодки. Сумасшедший (англ. crazy) — потому что манёвры являются неожиданными для преследующей подлодки и могут даже привести к столкновению; Иван (англ. Ivan) — собирательное имя советских военнослужащих во время холодной войны.

## Описание манёвра
Из-за звуковых искажений и шума, вызванного вращающимся винтом, практически невозможно использовать обычный гидролокатор для обнаружения объектов, находящихся непосредственно за кормой подлодки. Таким образом, резкие изменения курса позволяют просматривать гидролокатором зоны, ранее ему недоступные. Сектор, «зашумлённый» собственным винтом подлодки и потому не просматриваемый сонаром, получил название «мёртвая зона».
Обычная тактика, которую использовали американские подлодки — следование за советской подводной лодкой на некотором удалении, правее линии винтов, постоянно находясь в «мёртвой зоне» советского гидролокатора. В случае, если советская подлодка производила неожиданный манёвр, чтобы «заглянуть» в «мёртвую зону», американским подводникам оставалось только остановить двигатели и объявить режим полной тишины в отсеках. Однако подобные действия могли привести к столкновению. Из-за значительной инерции, американская подлодка продолжала движение вперед, что приводило к возможности «лобового столкновения». В качестве примера опасности подобного манёвра, называемого также «Качающийся маятник», можно привести происшествие 20 июня 1970 года, когда американская атомная подводная лодка типа «Стёджен» Tautog (SSN-639) в Охотском море у берегов Камчатки столкнулась с советской атомной подводной лодкой К-108 проекта 675. Столкновение произошло в советских территориальных водах на глубине 45 метров, после 5-часового непрерывного маневрирования «Сумасшедший Иван» (восьмёрки, резкие повороты и смены глубин). По счастливой случайности тогда никто не погиб и подлодки успешно вернулись в места базирования.
Начальник штаба 19-й дивизии стратегических подводных лодок в своих воспоминаниях описывает более развёрнутый вариант манёвра «превентивный отрыв», противопоставляемого шумными советскими подводными лодками скрытному наблюдению издалека:
Заключался манёвр в постепенном наращивании скорости до полной и длительное время, до 4-6 часов, следовании по прямой от начальной точки с последующим изменением глубины и курса, увеличивающие скрытность и обеспечивающие прослушивание «затенённого сектора»контр-адмирал В. В. Лободенко
Такие действия вынуждали следящую подводную лодку также увеличивать скорость, чтобы не потерять контакт. При этом собственный шум на высокой скорости и ухудшал работу гидроакустики преследующего, и одновременно облегчал преследуемому обнаружение шумной цели. После завершения манёвра советские командиры использовали для отрыва гидрологическую обстановку и «объекты, обнаруженные в районе».
Большинство современных подводных лодок использует гидроакустическую протяжённую буксируемую антенну, которая простирается на десятки метров за кораблём и убирает «мёртвую зону» за кормой, что делает описываемый манёвр ненужным.

## «Сумасшедший Иван» в литературе
Напряжение во время исполнения манёвра детально изложено во многих произведениях. Например, в романе Охота за «Красным октябрём» Тома Клэнси (англ. The Hunt for Red October, Tom Clancy, 1984 г.)
Другие авторы, например Патрик Робинсон (англ. Patrick Robinson), описали манёвры, подобные «Сумасшедшему Ивану»:
Подводная лодка под прицелом вражеских торпед должна иметь возможность отвернуть, изменить курс вплоть до встречного и все время погружаться. Только непрерывным маневрированием можно «обмануть» даже самую совершенную торпеду с различными средствами наведения на цель.
Бывший командир американской подлодки USS Lapon (SSN-661), Честер Уайти Мак (англ. Chester Whitey Mack), написал в мемуарах:
Каждые 90 минут он изменяет курс. Не на 89-й или 91-й, а именно на 90-й минуте. Это было наиболее продолжительное время, когда я мог спокойно спать. Он вёл подлодку вверх и мы шли вверх за ним, он шёл вниз и мы следовали ему. Временами мы заходили на очень большие глубины. Мы с ним танцевали потрясающий танец: две подлодки по 6 тысяч тонн следовали одна за другой.
В книге П. Хухтхаузена и И. К. Курдина «Враждебные воды» описаны как попытка выходящей на боевую службу в Атлантику АПЛ К-219 маскировать свои шумы вблизи торгового судна, так и последовавший приём уклонения от американской АПЛ при помощи отражающего гидроакустические сигналы слоя скачка и дрейфа неподвижного корабля в подводном течении.

## «Сумасшедший Иван» в кино
В сериале «Светлячок» (1 серия) капитан космического корабля провернул манёвр «русский дурак» (в оригинале «crazy Ivan»), развернув судно на 180 градусов, при побеге от «пожирателей».
Также данный манёвр применяется Марком Рэмиусом, командиром советского подводного крейсера стратегического назначения в фильме «Охота за „Красным Октябрём“».